# シリア戦争 (プトレマイオス朝)
シリア戦争は、紀元前3世紀から紀元前2世紀頃に、コイレ・シリアを巡ってセレウコス朝シリアとプトレマイオス朝エジプトの間で争われた一連の戦争のことである。6回にわたって繰り広げられた。この戦争によって両国の資源と兵力は消耗し、ローマとパルティアによって征服される一因となった。旧約聖書の『ダニエル書』でダニエルの幻想中の一つとして描写された「南の王」と「北の王」間の抗争は、まさにプトレマイオス朝とセレウコス朝のシリア戦争を意味したものだ。

## 第一次シリア戦争（前274年 - 前271年）
紀元前270年代中半、エジプトのプトレマイオス2世は、シリア沿岸と小アジア南部で攻勢を取ったセレウコス朝のアンティオコス1世と対決した。プトレマイオス2世は、軍事的才能は優れてはいなかったが、外交を通じて巧みな策略家であることを立証した。また、姉のアルシノエ2世との近親婚はエジプト宮廷を安定させた。プトレマイオス2世の視線が近東に行っている間、異父兄弟であるマガスはキレナイカの独立を宣言し、セレウコス朝と連帯し、エジプトを包囲する様相が見られた。これに対抗してプトレマイオス朝は紀元前274年、シリアに侵攻して緒戦で勝利を収め、国内的に問題が山積していたアンティオコス1世は反撃を断念した。
第一次シリア戦争は、プトレマイオス朝にとって勝利したと祝われた。紀元前271年、エジプトはカリアとコイレ・シリア地域の大部分を取り戻した。キレナイカは紀元前250年にプトレマイオス朝に再び組み込まれた。

## 第二次シリア戦争（前260年 - 前253年）
紀元前261年に王となったアンティオコス2世は、シリアを巡ってプトレマイオス朝と戦争を勃発させた。当時、アンティゴノス朝マケドニアの王であったアンティゴノス2世は、プトレマイオス朝の影響力を地中海から排除したいという思惑から、アンティオコス2世を支援した。第二次シリア戦争の史料はほとんど失われてしまっており、詳しいことは依然不明のままであるが、コス島での海戦でアンティオコスは勝利をおさめ、プトレマイオス朝の海軍力は壊滅状態に陥った。
プトレマイオス朝はシリア、パンフィリア、イオニアへの力を失い、アンティオコスはミレトスとエフェソスを手に入れた。アンティゴノス朝によるアンティオコスへの援護は、コリントスとカルキスで反乱が起こったことで中止となった。この反乱はプトレマイオス朝によって扇動され引き起こされた。紀元前253年、アンティオコスはプトレマイオス朝と和約を結び、プトレマイオス2世の娘ベレニケと結婚した。しかし、紀元前246年にプトレマイオス2世が没すると、離婚した前妻ラオディケ1世と復縁したため、ベレニケとラオディケの対立は深まり、ラオディケはベレニケとその子を殺害した。ラオディケは息子セレウコス2世カリニコスを即位させた。
ベレニケ殺害は、エジプトの新王プトレマイオス3世（ベレニケの兄弟）の激怒を招き、第三次シリア戦争の原因となった。

## 第三次シリア戦争（前246年 - 前241年）
アンティオコス2世が死去した後、後継問題で前妻ラオディケ1世とベレニケとの間で争いが起こった。それぞれ、自らの子に王位を継がせたかったからである。ベレニケは自らの兄弟であるプトレマイオス3世に支援を要請した。しかし、前妻ラオディケ1世によりベレニケとその子供はすぐに殺されてしまった。プトレマイオス3世は報復として、王位を継いだラオディケの子セレウコス2世に対して宣戦布告し、第三次シリア戦争を引き起こした。
シリアやアナトリアにおける戦闘で、プトレマイオス3世は多くの勝利を収め、セレウコス朝の首都であるアンティオキアをも占領した。最近の研究によれば、プトレマイオス軍はバビロンにまで到達していたらしい。しかし、アンドロス島の戦いでアンティゴノスによってキュクラデス諸島を奪われたことで、プトレマイオス3世の名声は損なわれた。
紀元前241年に和約が結ばれ、プトレマイオス朝は新しい領土としてシリアの北岸（アンティオキアの港も含まれている）を手に入れた。この時期、プトレマイオス朝は最盛期を迎えた。

## 第四次シリア戦争（前219年 - 前217年）
アンティオコス3世がセレウコス朝の王位を継いだ折、彼はセレウコス1世が過去に築き上げた領土（東はグレコ・バクトリア王国、北はヘレスポントス、そして南はシリア）を再び取り戻そうと画策した。当時、反乱を起こしたメディアとペルシアの全領土を掌握しようと企んだのである。アンティオコスはエジプトとシリアに目を向けた。
プトレマイオス4世治下のエジプトは、司法の不正やギリシャ人優位の統治構造に対する土着エジプト人の不信などにより弱まっていた。プトレマイオス4世はもはや官僚たちに抗えるほどの権力を持てなくなった。官僚たちは自らの絶対的な権力を私的に利用していた。アンティオコスはエジプトの混沌とした状況を利用しようとし、紀元前219年に第四次シリア戦争を起こし、ピエリア地方とフェニキア諸都市を奪還した。しかし、エジプト本土への侵攻は自制した。 アンティオコスは奪い返した領土を統合しながらも、フェニキアにとどまり、プトレマイオス朝からの外交的提案を待っていた。
その間、プトレマイオス朝の宰相であるソシビオスは軍隊の募集と訓練に着手していた。ソシビオスはギリシア人だけではなく、エジプト人からも兵士を募集し、結果として3万のエジプト人重装歩兵部隊が編成された。 この新部隊を率いてエジプト軍はアンティオクス軍を迎え撃ち、イプソスの戦い以来最も大規模な会戦であるラフィアの戦いで勝利を飾った。この戦いによりアンティオコスのエジプトへの進出は頓挫した。

## 第五次シリア戦争（前202年 - 前195年）
紀元前204年、プトレマイオス4世が急死し、プトレマイオス5世がわずか4歳で即位すると、エジプト宮廷では権力闘争が触発した。葛藤は宰相のアガトクレスとソシビオスにより先王の王妃であり姉のアルシノエ3世が殺害されたことから始まった。ソシビオスの最後は不明だが、アガトクレスは怒ったアレクサンドリアの群衆によりリンチを受けるまでのしばらくは摂政職を維持したものと見られる。摂政はある顧問官から他の者に渡り、エジプトは事実上の無政府状態に陥った。
この混乱に乗じて、アンティオコス3世は紀元前202年にコエレ・シリアへの侵攻を再開した。彼はすでにマケドニアのフィリッポス5世と協議し、エジプト外のプトレマイオス朝の領土を征服・共有することで合意した。この同盟は長続きしなかったが、アンティオコスはこの地域を急速に席巻した。セレウコス軍はガザでしばらく挫折したものの、紀元前200年夏にヨルダン川上流近くのパニウムの戦いでエジプト軍に決定的な打撃を与えた。
一方、カルタゴを破り、地中海世界の覇権国として浮上したローマ共和国は、フィリッポス5世とアンティオコス3世にエジプト侵攻を断念するようにと要求した。第二次ポエニ戦争を契機に急激に膨張した領土と人口を管理するのに必要なエジプト産穀物の輸入を重視したローマは、エジプトの情勢に敏感に反応した。フィリッポスとアンティオコスの両方とも、エジプト本土への侵攻は念頭に置かなかったため、彼らはローマの要求に素直に応じた。
紀元前198年、アンティオコス3世はコエレ・シリアの征服を完了し、カリアとキリキア一帯に散在するプトレマイオス朝の海岸要塞を襲撃した。激化した王室内部の紛争と共にエジプト司祭らの支援で拡張された南部エジプトでの大反乱は、プトレマイオス帝国全域に混乱と反動を起こした。経済的な問題はプトレマイオス政府にして課税を増大させ、エジプト人の不満をさらに高めた。紀元前195年、プトレマイオス朝は内政に集中するために大幅に譲歩する和約をセレウコス朝と結んだ。第五次シリア戦争の結果、セレウコス朝はコエレ・シリアを所有することになり、プトレマイオス5世がアンティオコス3世の娘クレオパトラ1世と結婚した。

## 第六次シリア戦争（前170年 - 前168年）
第六次シリア戦争の原因は不明だ。紀元前180年、プトレマイオス5世が死亡した後、彼の継承者プトレマイオス6世もまた幼い君主だったため、母后のクレオパトラ1世が摂政を務めた。アンティオコス3世の娘でもあったクレオパトラは、エジプト宮廷で親セレウコス派と提携したが、紀元前176年にクレオパトラが死去し、国王の新しい後見人となった宦官出身のエウラエウスとレナイウスがセレウコス朝に対して冒険的な政策を追求しながら、両国関係は再び戦雲が漂った。紀元前170年、プトレマイオス朝はセレウコス朝に宣戦したが、戦略的要地のコイレ・シリアとパレスチナを失った状況で、それは間違いだったことが明らかになった。同年11月、反撃に乗り出したセレウコス朝のアンティオコス4世は、エジプトの関門に当たるペルシウムを陥落させ、アレクサンドリア郊外にまで進軍した。摂政が入れ替わったエジプト宮廷は講和交渉を打診し、アンティオコス4世がプトレマイオス6世の後見人となる条件に合意した。
しかし、屈辱的な講和条件に反発したアレクサンドリアの貴族と市民がプトレマイオス6世の弟プトレマイオス8世を擁立したことで、エジプトは2人の国王が争う内乱状態となった。アレクサンドリアを包囲したが、海上路での補給は遮断できなかったアンティオコス4世は、近東問題がより急を要する事情もあり、紀元前169年末にエジプトからしばらく退却した。セレウコス軍が撤退すると、プトレマイオス6世とプトレマイオス8世は和解し、ローマに支援を求めた。紀元前168年、プトレマイオス朝への影響力喪失に怒ったアンティオコス4世はエジプトに再び侵攻し、キプロスとナイル川流域を掌握した勢いに乗ってアレクサンドリアへ押しかけた。この際、マケドニアを平定したローマはエジプト問題に強く介入し、元執政官のガイウス・ポピッリウス・ラエナスを急派しており、無条件的な撤退を最後通牒として伝えた。ローマと対決できなかったセレウコス朝はこれに屈服し、プトレマイオス朝はたとえ名目上の主権は維持したが、ローマの従属国に転落した。